# میرل رادوی
میرل رادوی (به رومانیایی: Mirel Rădoi)؛ زادهٔ ۲۲ مارس ۱۹۸۱) بازیکن فوتبال اهل رومانی است.
از باشگاه‌هایی که در آن بازی کرده‌است می‌توان به باشگاه فوتبال استوا بخارست، باشگاه فوتبال العین، باشگاه فوتبال الهلال، باشگاه ورزشی العربی قطر و باشگاه فوتبال شباب الاهلی امارات اشاره کرد.
وی همچنین در تیم‌های ملی فوتبال زیر ۲۱ سال رومانی و رومانی بازی کرده‌است.